# Pont de Soulins
Le pont de Soulins est un pont destiné au franchissement de l'Yerres, dans le département de l'Essonne en Île-de-France.

## Situation et accès
Le pont de Soulins est situé sur la commune de Brunoy, rue de Soulins.

## Histoire
Le pont est achevé en 1745. 
L'édifice fait l'objet d'une inscription comme monument historique depuis le 29 octobre 1987.